# Eriachne glauca
Eriachne glauca är en gräsart som beskrevs av Robert Brown. Eriachne glauca ingår i släktet Eriachne och familjen gräs. Inga underarter finns listade i Catalogue of Life.